# ماریفه د تریانا
ماریفه دِ تریانا (اسپانیایی: Marifé de Triana‎؛ ۱۳ سپتامبر ۱۹۳۶ – ۱۶ فوریهٔ ۲۰۱۳) بازیگر، خواننده و هنرمند رقص اهل اسپانیا بود. او مابین سال‌های ۱۹۵۷ تا ۱۹۵۸ میلادی در تعدادی فیلم سینمایی حضور پیدا کرد و از پیشگامان فیلم‌های فولکلور محسوب می‌شد. طی دههٔ ۱۹۹۰ میلادی، او مجری یک برنامهٔ رادیویی به نام «آنچه بیش از همه می‌خواهم» بود. در سال ۲۰۱۷ تصویب شد که از این هنرمند در موزه آینده فلامنکوی اندلس در خرِس د لا فرونتِرا تجلیل به عمل آید. او در ۱۶ فوریه ۲۰۱۳، بر اثر سرطان در بیمارستان بین‌المللی ژانیت در بنالمادنا (مالاگا) درگذشت. این هنرمند ابتدا طبق خواسته‌اش در قبرستان شهری تورمولینوس به خاک سپرده شد، کنار همسرش و مراقب وفادار و مورد اعتمادش از سال ۱۹۵۸، آنی (آنا گوئرو اورتیز) که وارث قانونی او بود. اما در ۲ دسامبر ۲۰۲۲، هر سه آن‌ها دوباره در گورستان سان فرناندو در سویل به خاک سپرده شدند، که برخلاف خواسته‌شان بود. همچنین به زودی مجسمه‌ای (تنه) به یاد او در میدان زوراکه در محله تریانا افتتاح خواهد شد. در همین محله پارکی نیز به نام او وجود دارد.